# Auxarthron zuffianum
Auxarthron zuffianum är en svampart som först beskrevs av Morini, och fick sitt nu gällande namn av G.F. Orr & Kuehn 1963. Auxarthron zuffianum ingår i släktet Auxarthron och familjen Onygenaceae.   Inga underarter finns listade i Catalogue of Life.